# سالفاتوري غالو
سالفاتوري غالو (بالإيطالية: Salvatore Gallo)‏ (20 أغسطس 1992 - ) هو لاعب كرة قدم إيطالي في مركز الوسط. لعب مع كييفو فيرونا ونادي فينيزيا وAS Melfi ‏ وSSD Savoia 1908 FC ‏ ونادي لوميتساني.

## وصلات خارجية
- سالفاتوري غالو على موقع قاعدة بيانات كرة القدم.إي يو (الإنجليزية)
- سالفاتوري غالو على موقع Soccerway.com (الإنجليزية)